# Never Let Go (película de 1960)
Never Let Go (también conocida como Moment of Truth) es una película británica de suspenso de 1960 dirigida por John Guillermin y protagonizada por Richard Todd, Peter Sellers y Elizabeth Sellars. Fue escrito por Alun Falconer.
Un hombre intenta recuperar su coche robado.

## Argumento
Lionel Meadows es el propietario de un garaje londinense que se dedica a la venta de coches robados. Meadows compra libros de registro de modelos desguazados, luego hace que le roben otros autos correspondientes a los libros de registro y reemplazen las placas de matrícula. Le da una lista de autos al joven ladrón Tommy Towers, que incluye un Ford Anglia de 1959. El coche que Tommy roba pertenece al vendedor de cosméticos John Cummings, que necesita el coche para mantener su trabajo, pero que no podía permitirse asegurar el coche contra robos. Desesperado por recuperarlo, Cummings se entera de que va a perder su trabajo a manos de un colega más joven.
Alertado de Tommy por un vendedor de periódicos callejero, Alfie, que presenció el crimen, Cummings comienza a investigar las actividades de Meadows y sus asociados. Meadows, perturbado por sus indagaciones, primero maltrata a Tommy y luego a Alfie, quien, degradado y destrozado, se suicida.
Meadows descubre a Cummings irrumpiendo en su garaje y lo golpea, sin embargo, Cummings persiste en sus intentos de recuperar su auto, incluso después de haber sido advertido por la policía. Resulta que, desde su desmovilización del ejército, Cummings ha fracasado en varias empresas debido a su falta de juicio y persistencia. En el trabajo, reacciona violentamente a su reemplazo más joven y renuncia sumariamente.
Cummings finalmente encuentra el eslabón débil en la operación de Meadows: su amante Jackie, una adolescente fugitiva que una vez fue la novia de Tommy pero a quien Meadows amenaza y maltrata continuamente. Cummings toma a Jackie bajo su protección, pero Meadows invade el apartamento de Cummings y amenaza a Jackie y a la familia Cummings. Aunque antes la apoyaba, la Sra. Cummings amenaza con llevarse a sus hijos y dejar a su marido si persigue a Meadows.
Jackie vuelve con Tommy, a quien Meadows ha atacado una vez más, luego llama a Cummings para decirle que ella y Tommy le darán pruebas contra Meadows. La policía está menos interesada en recuperar el coche de Cummings que en presentar un caso importante contra Meadows y su banda de robo de coches. Cummings, que ha jurado no rendirse, decide tomar cartas en el asunto, mientras que Meadows está obsesionado con quedarse con el Ford robado y matar a Cummings. Está al acecho de Cummings, que vuelve a irrumpir en el garaje. Esta vez Cummings es el ganador en una pelea sangrienta, y la policía, llamada por Tommy y Jackie, arresta a Meadows. El maltrecho Cummings conduce a casa y encuentra el piso vacío, pero su esposa regresa y lo abraza.

## Reparto
- Richard Todd como John Cummings
- Peter Sellers como Lionel Meadows
- Elizabeth Sellars como Anne Cummings
- Adam Faith como Tommy Towers
- Carol White como Jackie
- Mervyn Johns como Alfie Barnes
- Noel Willman como el inspector Thomas.
- David Lodge como Cliff
- Peter Jones como Alec Berger
- John Bailey como Mackinnon
- Nigel Stock como Regan
- John Le Mesurier como Pennington
- John Dunbar como Sargento de Estación
- Charles Houston como Cyril Spink
- Cyril Shaps como chipriota
- Dorothy Gordon como mecanógrafa
- Mignon O'Doherty como mánager
- Maureen Connell como la chica de las tiendas
- Marianne Stone como Madge

## Producción
La idea de la película comenzó cuando al director John Guillermin le robaron su auto. Se lo mencionó al productor, Peter de Serigny, y discutieron lo que sucedería si su sustento dependiera completamente de un automóvil que hubiera sido robado. Desarrollaron un esquema de la historia que le dieron al escritor Alun Falconer para que lo convirtiera en un guion.
Richard Todd escribió en sus memorias que la película era "bastante poco convencional en estilo para una película británica, con un espléndido elenco de veteranos hábiles y algunos recién llegados interesantes, y un cambio muy definido en el casting de personajes para mí, iba a ser una de mis películas favoritas".
El rodaje comenzó en noviembre de 1959 con el rodaje en Londres y el trabajo de estudio en Beaconsfield. Gran parte de la acción tiene lugar en el remodelado Chichester Place, Paddington.
Carol White dijo que durante el rodaje tuvo aventuras con Adam Faith, Richard Todd y Peter Sellers.

## Recepción

### Recaudación
Según Todd, la película recibió "críticas mixtas", que atribuyó a la elección de él y Sellers en papeles atípicos, pero "sin embargo, la película posteriormente funcionó bien".

### Crítica
The Monthly Film Bulletin escribió (1963):
Una breve sinopsis no puede pretender hacer justicia al impulso sádico que parece haber guiado a John Guillermin a través de este desagradable ejercicio. Desde la lección inicial que Meadows le da a Towers, hasta el último portazo que Meadows atrapa de Cummings, Never Let Go recorre todo el círculo a través de todo tipo de violencia de este lado de un certificado X. Los cortes de choque molestos, los ángulos de cámara exagerados y un uso conscientemente estridente del lenguaje "adulto" sirven para acentuar la falsedad esencial de las caracterizaciones y para publicitar Never Let Go como un producto de la nueva escuela "traumática" de cine independiente británico. Peter Sellers casi logra establecer el despiadado vendedor de automóviles como un estudio de una personalidad retorcida, casi fascista en su brutalidad objetiva; pero este papel, como el de vendedor extrañamente atractivo de Richard Todd, con sus gafas de montura de cuerno falso y su risa nerviosa, se sacrifica rápidamente a las exigencias de un guión que, si bien ofrece algo más que un marco para la violencia con matices de la crítica ahora de moda a los métodos policiales, hace un fuerte alegato a favor de un seguro de automóvil completo.
The New York Times describió a Sellers "abriéndose camino a través de los escombros de una trama monótonamente rutinaria" y atribuyó su actuación en la película, diferente de sus papeles cómicos habituales, a "esa picazón de interpretar a Hamlet, supongo; un deseo de cambiar su ritmo, que el Sr. Sellers ha proclamado a menudo que le gusta hacer".
Radio Times Guide to Films le dio a la película 1/5 estrellas, escribiendo: "Lo que pretendía ser una visión cruda de la brutalidad del inframundo termina siendo un melodrama cutre en este fracaso del director John Guillermin. Peter Sellers interpreta al líder de una red de coches robados, cuyos métodos despiadados llevan a la víctima Richard Todd y al punk callejero Adam Faith a forjar una alianza improbable contra él. El guion de Alun Falconer no le hace ningún favor a nadie, con Sellers reducido a un histrionismo vergonzoso en un intento por deshacerse de su imagen cómica.
Leslie Halliwell escribió: "Thriller brutalmente poco atractivo, aparentemente diseñado con el único propósito de darle a Peter Sellers un papel de villano".
Time Out escribió: "Al vendedor de cosméticos Todd le robaron su coche y, sin seguro ni mucha ayuda de la policía, decide localizarlo él mismo. El rastro conduce a través de la joven matona Faith hasta el jefe de la pandilla Sellers (tomando un raro papel de villano) en esta estólida travesura criminal de cosecha propia, considerada muy brutal en su día, con un uso conscientemente estridente del lenguaje "adulto". Giros bastante persuasivos de Todd y Sellers".
Filmink dijo: "Es una apasionante historia policíaca, con ambiciones modestas pero hecha con un ritmo tremendo por Guillermin".
Olaf Möller escribió en Film Comment: "La única película de Guillermin que estaba en cierta sintonía con la moda de la época es Never Let Go... una excursión a los bajos fondos de Inglaterra que funciona como una parábola perfectamente construida sobre el miedo de la nueva clase media a caerse, un noir de fregadero de cocina..."

## Medios dómesticos
Never Let Go fue lanzado en DVD por MGM Home Video el 7 de junio de 2005, como un DVD de pantalla completa de la Región 1.